# Frea laevepunctata
Frea laevepunctata är en skalbaggsart som beskrevs av Thomson 1858. Frea laevepunctata ingår i släktet Frea och familjen långhorningar.
Artens utbredningsområde är Gabon. Inga underarter finns listade i Catalogue of Life.